# Centurio senex
Centurio senex là một loài động vật có vú thuộc chi đơn loài Centurio trong họ Dơi mũi lá, bộ Dơi. Loài này được Gray mô tả năm 1842.

## Hình ảnh

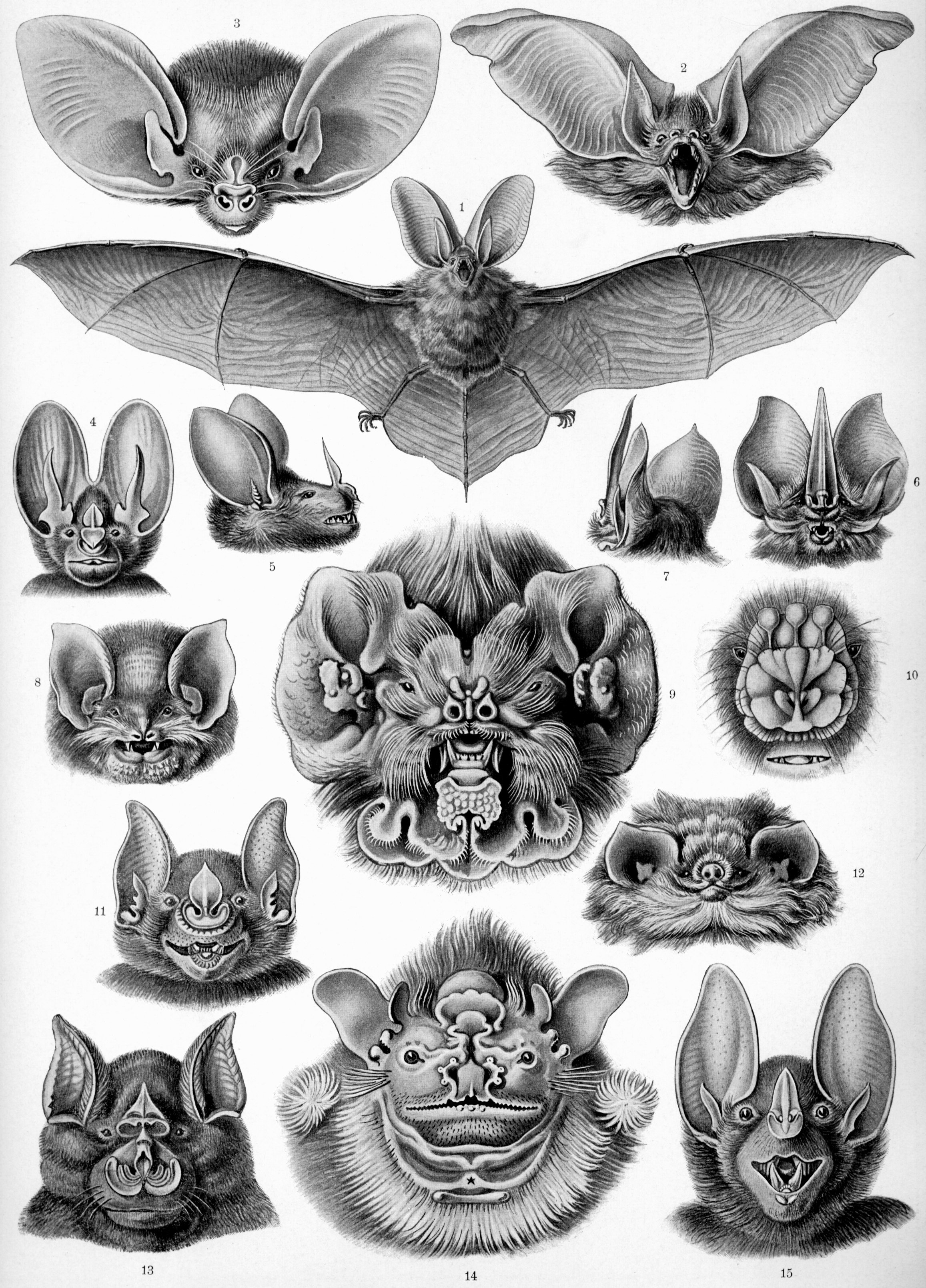

## Phân loài
- C. senex senex
- C. senex greenhalli[2]